# Нишкоопашата лястовица
Нишкоопашата лястовица (Hirundo smithii) е вид малка птица от семейство лястовицови (Hirundinidae).

## Разпространение
Видът включва два подвида – H. s. smithii, който се среща в цяла Африка, и H. s. filifera, срещащ се в Южна и Югоизточна Азия. Те са основно непрелетни, но популациите в Пакистан и Северна Индия мигрират на юг през зимата.

## Описание
Hirundo smithii е малка лястовица с дължина около 18 cm. Има ярки сини горни части по оперението, ярка бяла долна част и кестенява горна част на главата. Незрелите птици нямат опашка, а горната част на главата и гърба им са тъмнокафяви. Притежават много дълги влакнести външни опашни пера, които се спускат назад като две „жици“. При женските видове „жиците“ са по-къси, от колкото при мъжките. Азиатският вид H. s. filifera е по-голям и по-дълъг, отколкото африканския H. s. smithii.

## Хранене
Обикновено се хранят с насекоми, докато летят във въздуха, особено с мухи.

## Размножаване
Гнездата им са облицовани с кал, събирана в човките на лястовиците. Те се поставят върху вертикални повърхности, в близост до вода, под скални первази или по-често върху изкуствени конструкции, като сгради и мостове. Африканският вид снася от три до четири яйца, а азиатския – до пет.